# 法務部矯正署泰源技能訓練所
23°00′54″N 121°16′35″E / 23.01500°N 121.27639°E
法務部矯正署泰源技能訓練所，簡稱泰源技能訓練所、泰源技訓所，是中華民國法務部的矯正機關，地點位於台東縣東河鄉北源村，海岸山脈深山裡泰源盆地之河階台地，屬馬武窟溪支流北溪旁的河谷地，四周受北溪的曲流所包圍，易守難出，形勢險要。

## 沿革
泰源技能訓練所前身為臺灣警備總司令部所屬職業訓導第三總隊及泰源職業訓練中心，所在地於臺灣日治時期為日本人種植咖啡的農園，是台灣原住民阿美族的部落區域，國防部接管後設立監獄，內部分為仁監與義監，大部分關押政治犯，以思想感訓為主。1987年（民國76年）7月政府宣布解嚴，軍法與司法分治，原「臺灣警備總司令部」裁撤，行政院遂於1988年（民國77年）1月15日核定將「臺灣警備總司令部職業訓導第三總隊」及「臺灣警備總司令部泰源職業訓練中心」一併撥交法務部接管，並定名為「臺灣泰源監獄」。1992年（民國81年）1月31日，《法務部技能訓練所組織條例》公布施行，同年7月1日將「臺灣泰源監獄」正名為「臺灣泰源技能訓練所」。配合法務部矯正署成立，於2011年（民國100年）1月1日更名為「法務部矯正署泰源技能訓練所」至今。

## 組織
- 所長
  - 副所長
    - 秘書

行政單位
- 調查分類科[4]
- 輔導科[5]
- 技能訓練科[6]
- 衛生科[7]
- 戒護科[8]
- 總務科[9]
- 人事室
- 政風室
- 會計室
- 統計室

委員會
- 所務委員會
- 技能訓練指導委員會
- 教化指導委員會
- 調查分類指導委員會

## 歷史事件
五名外役政治犯江炳興、詹天增、鄭金河、陳良及謝東榮，1970年2月發動監獄革命，計劃結合警衛連官兵及當地青年，奪取武器，佔領廣播電台，繼而發動全島台獨革命，結果事敗、政治犯逃亡；五人被當局逮捕後，雖飽受嚴刑審判，但未供出任何共謀，最後在蔣介石批示下，於同年5月30日遭集體槍決。

## 設施
泰源技能訓練所在建築方面主要區分為行政區及戒護區；戒護區由各作業工場及各職類訓練班所建構，作業工場採「田」字型建築，全所面積19.0231公頃。場舍計有獨居房60間、雜居房345間、懇親宿舍2間、病舍1間、工場12間、技訓班6間。收容對象為強制工作受處分人兼收容刑期7年以上之製造、運輸、販賣、持有及兼施用毒品之男性受刑人暨保安處分刑前強制工作免予繼續執行或期滿後，接續執行竊盜或贓物罪所處刑罰之男性受刑人，核定容額為1,620名。

## 交通
- 台23線東富公路

## 外部連結
- 法務部矯正署泰源技能訓練所 （页面存档备份，存于）（繁體中文）